# Concílios de Soissons
Concílio de Soissons ou Sínodo de Soissons refere-se a diversos concílios provinciais realizados na cidade de Soissons, um importante centro urbano na Gália.
O primeiro concílio de Soissons ocorreu em 2 de março de 744, quando Pepino, o Breve reúne um sínodo com vinte e três bispos de Nêustria. Abel de Reims foi eleito bispo nesta ocasião.
Em 13 de novembro de 833, Ebo de Reims presidiu um concílio que depôs Luís e o obrigou a confessar publicamente vários crimes, nenhum dos quais ele tinha, de fato, cometido.
No século IX, durante a vida de Lupo Servato, foram realizados cinco concílios ali:
- Em 851, quando Pepino II da Aquitânia foi deposto;
- Em 26 de abril de 853, que contou com a participação de Carlos II, O Calvo (823-877), três arcebispos (Incmaro de Reims, Ganelon de Sens e Amauri de Tours), vinte e três bispos e seis abades na igreja do Mosteiro de São Medardo.
- Em 858, um concílio realizado por Luís, o Germânico;
- Em 861, concílio realizado na Igreja de São Crispino, onde Rothad, bispo de Soissons, é excomungado por Incmaro de Reims, seu arcebispo.
- Em 862, realizado na Igreja de São Medardo, onde Rothad é excomungado apesar de seus apelos, sendo confinado em um convento. Nesse mesmo ano foi realizado um segundo concílio por ocasião do casamento do conde Balduíno I da Flandres (830-879) com Judite da França (que já havia se casado duas vezes), filha de Carlos II.

Em 893, Balduíno II da Flandres é rejeitado como rei da França num sínodo em Soissons.
Em 1121, Pedro Abelardo foi acusado de sabelianismo num sínodo realizado em Soissons. Abelardo foi obrigado a queimar a "Theologia" e acabou sentenciado à prisão perpétua num mosteiro diferente do seu próprio, mas é provável que a revogação da sentença tenha sido combinada com antecedência, pois a pena foi revogada e ele acabou de volta à Abadia de Saint-Denis.
Em maio de 1201, um concílio decidiu não dar apoiar Filipe II da França em seu divórcio de Ingeborg da Dinamarca para se casar com Inês de Merânia. O rei acabou por encerrar o debate e renunciar à dissolução do matrimônio.